# Seseli annuum
Séséli des steppes
Espèce
Classification phylogénétique
Seseli annuum, le Séséli des steppes ou Séséli annuel, est une espèce de plantes à fleurs de la famille des Apiaceae (Ombellifères), sous-famille des Apoideae, tribu des Selineae.

## Synonymie
- Seseli bienne Crantz
- Seseli coloratum Ehrh.

## Description
Hauteur de 10 à 60 cm. Fleurs en ombelle (10 à 30 rayons). Feuilles composées et pennées. Une seule tige, velue.

## Biologie
Floraison de juillet à septembre. Hémicryptophyte bisannuel ou pérennant (malgré son nom !)

## Habitat
Pelouses sèches calcicoles.

## Répartition
Europe méridionale et médiane, en France, essentiellement Centre et Est.